# The Asylum
The Asylum är ett amerikanskt filmföretag som mest är känt för att de har producerat filmer med liknande titlar som de senaste storfilmerna. 
Några av deras filmer är:
| Storfilm (Engelsk titel)                           | Asylums film                              | År   |  |
| 20,000 Leagues Under the Sea                       | 30,000 Leagues Under the Sea              | 2007 |  |
| War of the Worlds                                  | H.G. Wells' War of the Worlds             | 2005 |  |
| The Exorcism of Emily Rose                         | Exorcism: The Possession of Gail Bowers   | 2005 |  |
| King Kong                                          | King of the Lost World                    | 2005 |  |
| The Hills Have Eyes                                | Hillside Cannibals                        | 2006 |  |
| The Da Vinci Code                                  | The Da Vinci Treasure                     | 2006 |  |
| Pirates of the Caribbean                           | Pirates of Treasure Island                | 2006 |  |
| Snakes on a Plane                                  | Snakes on a Train                         | 2006 |  |
| When a Stranger Calls                              | When a Killer Calls                       | 2006 |  |
| Underworld: Evolution                              | Bram Stoker's Dracula's Curse             | 2006 |  |
| United 93                                          | The 9/11 Commission Report                | 2006 |  |
| Halloween                                          | Halloween Night                           | 2006 |  |
| Aliens vs. Predator: Requiem                       | AVH: Alien vs Hunter                      | 2007 |  |
| Primeval                                           | Super Croc                                | 2007 |  |
| Transformers                                       | Transmorphers                             | 2007 |  |
| I Am Legend                                        | I Am Ωmega                                | 2007 |  |
| Indiana Jones and the Kingdom of the Crystal Skull | Allan Quatermain and the Temple of Skulls | 2008 |  |
| High School Musical 3: Senior Year                 | Sunday School Musical                     | 2008 |  |
| Journey to the Center of the Earth                 | Journey To The Center Of The Earth        | 2008 |  |
| Cloverfield                                        | Monster                                   | 2008 |  |
| Speed Racer                                        | Sreet Racer                               | 2008 |  |
| Death Race                                         | Death Racers                              | 2008 |  |
| The Day the Earth Stood Still                      | The Day the Earth Stopped                 | 2008 |  |
| 10 000 B.C.                                        | 100 Million BC                            | 2008 |  |
| Terminator Salvation                               | The Terminators                           | 2009 |  |
| Transformers: Revenge of the Fallen                | Transmorphers: Fall of Man                | 2009 |  |
| Land of the Lost                                   | The Land That Time Forgot                 | 2009 |  |
| The 40 Year-Old Virgin                             | 18 Year Old Virgin                        | 2009 |  |
| 2012                                               | 2012 Doomsday                             | 2009 |  |
| Paranormal Activity                                | Paranormal Entity                         | 2009 |  |
| Sherlock Holmes                                    | Sir Arthur Conan Doyle's Sherlock Holmes  | 2010 |  |
| Clash of the Titans                                | 7 Voyages of Sinbad                       | 2010 |  |
| Piranha 3-D                                        | Mega Piranha                              | 2010 |  |
| Abraham Lincoln: Vampire Hunter                    | Abraham Lincoln Vs. Zombies               | 2012 |  |
| Air Buddies                                        | Golden Winter                             | 2012 |  |
| The Cabin In The Woods                             | The Haunting Of Whaley House              | 2012 |  |
| Battleship                                         | American Warships                         | 2012 |  |
| Iron Sky                                           | Nazis At The Center Of The Earth          | 2012 |  |
| Snow White And The Huntsman                        | Grimm's Snow White                        | 2012 |  |
| The Amityville Horror 1979/2005                    | The Amityville Haunting                   | 2011 |  |
| The Three Musketeers                               | 3 Musketeers                              | 2011 |  |